# Opole (Mazovie)
Pour les articles homonymes, voir Opole (homonymie).
Opole (prononciation : [ɔˈpɔlɛ]) est un village polonais situé dans la gmina de Radzymin dans le powiat de Wołomin et en voïvodie de Mazovie dans le centre-est de la Pologne.
Il se situe à environ 10 kilomètres au nord de Radzymin, 18 kilomètres au nord-ouest de Wołomin (siège du powiat), et à 29 kilomètres au nord de Varsovie (capitale de la Pologne).
Le village possède une population de 290 habitants en 2006.

## Histoire
De 1975 à 1998, le village appartenait administrativement à la voïvodie de Varsovie.